# Comuna de Wolin
Wolin (polaco: Gmina Wolin) é uma gminy (comuna) na Polónia, na voivodia de Pomerânia Ocidental e no condado de Kamieński.
De acordo com os censos de 2007, a comuna tem 12.327 habitantes, com uma densidade 38,0 hab/km².

## Área
Estende-se por uma área de 327,41 km².

## Demografia
Dados de 30 de Junho de 2004:
|                      | Total   | Total | Mulheres | Mulheres | Homens  | Homens |
| -------------------- | ------- | ----- | -------- | -------- | ------- | ------ |
|                      | pessoas | %     | pessoas  | %        | pessoas | %      |
| População            | 12 438  | 100   | 6265     | 50,4     | 6173    | 49,6   |
| Densidade (pop./km²) | 38      | 100   | 19,1     | 19,1     | 18,9    | 18,9   |

De acordo com dados de 2002, o rendimento médio per capita ascendia a 1306,09 zł.